# Sedrina
Sedrina är en ort och kommun i provinsen Bergamo i regionen Lombardiet i Italien. Kommunen hade 2 493 invånare (2018).